# Пронін Євген Ігорович
Євген Ігорович Про́нін (нар. 06 жовтня 1990, м. Черкаси, Українська РСР) — український юрист, адвокат, з 04 грудня 2021 року в.о. Президента Федерації легкої атлетики України. У минулому — адвокат політв'язнів Романа Сущенка, Ільмі Умерова, російського адвоката Марка Фейгіна та низки відомих спортсменів, блогерів і зірок шоу-бізнесу. З 2013 року керуючий партнер адвокатського об'єднання «Пронін та партнери».

## Життєпис
Народився в місті Черкаси, де закінчив загальноосвітню школу № 8, паралельно виїжджав до Франції, де навчався в Collège Pierre Desproges de Chalus.
У 2002 році почав займатись легкою атлетикою під керівництвом тренера Старовойтова Олександра Федоровича.
2008 р. року вступив до КНУ на юридичний факультет.
2013 р. через місяць після закінчення університету зареєстрував з однокурсником юридичну компанію «Грищенко, Пронін та партнери», яка згодом стала «Пронін та партнери» після виходу Грищенка зі складу засновників.
2016 р. був обраний до Ради Федерації легкої атлетики України
2017 р. заступник Голови Дисциплінарної антидопінгової комісії НАДЦ
2021 р. призначений Президентом ФЛАУ Равілем Сафіуліним віцепрезидентом ФЛАУ, а згодом, наприкінці 2021 року Равіль Сафіулін подав у відставку, у зв'язку з чим Пронін став виконуючим обов'язки президента Федерації легкої атлетики України.

## Кар'єра адвоката
Євген Пронін до 30 років встиг взяти участь як адвокат у низці гучних справ, серед яких: справи політв'язнів Кремля — українського журналіста інформагентства Укрінформ Романа Сущенка та віце-прем'єра Уряду Криму Ільмі Умерова, російського правозахисника Марка Фейгіна в судах проти відеоблогера Анатолія Шарія.
Справа Анастасії Лугової — української журналістки, на яку був здійснений напад зі спробою зґвалтування у потязі Маріуполь — Київ.
Справа російського репера Елджея проти СБУ щодо заборони в'їзду на територію України, яка завершилась перемогою репера.
Справа Геннадія Капканова, який звинувачувався у створені міжнародної бот-мережі Avalanche та розстрілі групи бійців спецпідрозділу КОРД.
Справа української блогерки Алевтини Черкашиної, яку ЗМІ назвали першим в Україні інстаграм-судом, де Пронін з адвокатами Марією Натхою та Інною Мірошниченко змогли схилити апеляційний суд на сторону блогерки, однак надалі Верховний Суд скасував рішення суду апеляційної інстанції та зобов'язав клієнта Проніна сплатити штраф у розмірі 250 000,00 грн.
Справа дрифтерів на Софіївський площі в Києві.

## Особисте життя
Заручений з відомою української інтерв'юеркою та блогеркою — Раміною Есхакзай.